# Schoenoxiphium gracile
Schoenoxiphium gracile är en halvgräsart som beskrevs av Henri Chermezon. Schoenoxiphium gracile ingår i släktet Schoenoxiphium och familjen halvgräs. Inga underarter finns listade i Catalogue of Life.